# Baptism (альбом Laibach)
Baptism (с англ. — «Крещение»), полное название Krst pod Triglavom (со словен. — «Крещение под Триглавом») — третий студийный альбом словенской индастриал-группы Laibach, вышедший в 1986 году, саундтрек одноимённой продукции NSK. Музыка и слова песен принадлежат участникам группы (исключение см. в примечаниях).

## Стиль, тематика, отзывы критиков
Альбом посвящён главным образом одному из эпизодов истории Словении — сражению у горы Триглав, в котором язычники-словенцы потерпели поражение от вторгшихся в их владения христиан-немцев, после чего были крещены насильно. В композициях и дизайне буклета к диску прослеживаются отсылки к другим, более поздним историческим событиям — от Средних веков до Веймарской эпохи и Второй мировой войны.
Музыкальный критик Нед Рэггетт (англ.) в своей рецензии отметил, что Laibach всегда стремились исследовать крайности в своём творчестве, но так далеко, как на этом альбоме, прежде не заходили. В представленных на диске композициях используются элементы классики, индастриала и рок-музыки, а также фолка; некоторые треки из-за механической репетативной структуры превращаются в своего рода мантры, тогда как другие предельно просты и минималистичны.

## Список композиций
Альбом издавался в двух версиях — LP-версии (две пластинки, буклет и два постера) и CD-версии (только компакт-диск и ограниченное количество песен).

### LP-версия
819—822:
1. «Hostnik» (Хостник)[2]
2. «Jezero» (Озеро)
3. «Valjhun» (Вальхун)[3]
4. «Delak» (Делак)[4]
5. «Koža» (Кожа)[5]

1095—1270:
1. «Jägerspiel» (Игры охотников)[5]
2. «Bogomila — Verführung» (Богомила — соблазнение)[3].
3. «Wienerblut» (Венская кровь)[6]

1961—1982:
1. «Črtomir» (Чртомир)[7]
2. «Jelengar» (Йеленгар)
3. «Apologija Laibach» (Апология Laibach)[8]

1983—1987:
1. «Herzfeld» (Херцфельд)[5][9]
2. «Krst» (Крещение)[5]
3. «Germania» (Германия)[10]
4. «Rdeči Pilot» (Красный пилот)

### CD-версия
1. «Jezero/Valjhun/Delak» — 11:00
2. «Koža» — 3:57
3. «Jägerspiel» — 7:25
4. «Bogomila — Verführung» — 3:54
5. «Wienerblut» — 7:00
6. «Črtomir» — 4:51
7. «Jelengar» — 2:41
8. «Apologija Laibach» — 12:24
9. «Herzfeld» — 4:48
10. «Krst, Germania» — 12:50
11. «Rdeči Pilot» — 1:00